# Roberto Agramonte
Roberto Daniel Agramonte y Pichardo (Villa Clara, Cuba, 3 de mayo de 1904 - Puerto Rico, 12 de diciembre de 1995) fue un filósofo, sociólogo y político cubano. Se desempeñó como el primer ministro de Relaciones Exteriores de la Cuba entre el 6 de enero y el 12 de junio de 1959. Roberto Agramonte fue Decano de la Facultad de Filosofía y Letras y Rector de la Universidad de La Habana.

## Biografía
Hijo del patriota cubano Frank Agramonte y María Pichardo y Pichardo. Estuvo casado con Concha María de la Concepción del Río y Madueño, con quien tuvo a sus dos hijos, Roberto y Conchita Agramonte del Río. Roberto Agramonte reemplazó a Enrique José Varona en la Cátedra de Ciencias Filosóficas de la Universidad de La Habana. Embajador de Cuba en México de 1947 a 1948. 
Era miembro del Partido Ortodoxo presidido por Eduardo Chibás, al igual que Fidel Castro. Al morir Chibás en 1951 Agramonte quedó como candidato natural para Presidente, en las elecciones que debían realizarse el 1 de junio de 1952. El golpe de Estado en Cuba de 1952 de Fulgencio Batista interrumpió el proceso electoral y generó en la mayoría de los miembros del Partido Ortodoxo el convencimiento que para recuperar la democracia era necesario derrocar a Batista por medio de una lucha revolucionaria. El Servicio de Inteligencia Militar lo arrestó acusándolo de conspiración poco después.
Cuando la revolución cubana triunfó el 1 de enero de 1959 Agramonte fue elegido para integrar el primer gabinete como Ministro de Relaciones Exteriores, siendo Presidente Manuel Urrutia Lleó y primer ministro José Miró Cardona, cargo que desempeñó por cinco meses. Abandona Cuba con su familia en 1960 radicando desde entonces y hasta su muerte en Puerto Rico.

## Publicaciones
- La biología de la democracia (1927)
- Programa de filosofía moral (1928)
- Tratado de psicología general: un estudio sistemático de la conducta humana, 2t, (1935, 1959)
- Biografía del dictador García Moreno (1935) (premiada)
- El pensamiento filosófico de Varona (1935)
- Varona, el filósofo del escepticismo creador (1938, 1949) (premiada)
- Varona: Su vida, su obra y su influencia (Investigación compartida con Elías Entralgo y Medardo Vitier)
- Sociología (1947, 1949)
- José A. Caballero y los orígenes de la conciencia cubana (1952)
- Sociología de la Universidad (1950, 1958)
- Mendieta Nuñez y su magisterio sociológico (1961)
- Sociología contemporánea (1963)
- Sociología latinoamericana (1963)
- Principios de sociología: un libro para latinoamericanos (1965)
- Martí y su concepción del mundo (1971)
- Sociología: Curso Introductorio (1972, 1978)
- Martí y su concepción de la sociedad Parte I (1979), Parte II (1984)

| Predecesor: Gonzalo Güell | Ministro de Relaciones Exteriores de Cuba 6 de enero - 12 de junio de 1959 | Sucesor: Raúl Roa García |